# Torneo Clausura 2017 (Uruguay)
El Torneo Clausura 2017 constituyó el tercer certamen del 114.º Campeonato de Primera División del fútbol uruguayo organizado por la AUF. Fue el vigésimo tercer Torneo Clausura que se disputó, comenzando el 19 de agosto y finalizando el 10 de diciembre.
El certamen fue nombrado Señor Mario Icardo en memoria del exdirectivo de Boston River.

## Participantes

### Información de equipos
Todos los datos estadísticos corresponden únicamente a los Campeonatos Uruguayos organizados por la Asociación Uruguaya de Fútbol; no se incluyen los torneos de la FUF de 1923, 1924 ni el Torneo del Consejo Provisorio 1926 en las temporadas contadas.
Por su parte, tanto Plaza Colonia como El Tanque Sisley presentan al Estadio Suppici y al Campeones Olímpicos, respectivamente, como su estadio exclusivo, pero son de propiedad municipal. Mientras que Boston River utiliza el Estadio José Nasazzi y Sud América el Parque Palermo para ser locales.
En cursiva los técnicos nuevos que se incorporaron para el torneo o en el transcurso de las fechas.
| Equipo            | Entrenador            | Estadio                | Capacidad | Temp. en 1.ª | Temp. consecutivas | Temp. anterior |
| ----------------- | --------------------- | ---------------------- | --------- | ------------ | ------------------ | -------------- |
| Boston River      | Alejandro Apud        | Estadio Nasazzi        | 5.002     | 2            | 2                  | 6º             |
| Cerro             | José Enrique Basualdo | Luis Tróccoli          | 25.000    | 72           | 11                 | 7º             |
| Danubio           | Gastón Machado        | Jardines del Hipódromo | 18.000    | 68           | 48                 | 3º             |
| Defensor Sporting | Eduardo Acevedo       | Luis Franzini          | 16.000    | 91           | 53                 | 4º             |
| El Tanque Sisley  | Julio César Antúnez   | Campeones Olímpicos    | 7.000     | 7            | 1                  | SD             |
| Fénix             | Gustavo Ferrín        | Parque Capurro         | 5.500     | 36           | 9                  | 9º             |
| Juventud          | José Puente           | Parque Artigas         | 5.500     | 12           | 6                  | 11º            |
| Liverpool         | Rosario Martínez      | Belvedere              | 8.500     | 76           | 3                  | 5º             |
| Nacional          | Martín Lasarte        | Gran Parque Central    | 26.500    | 113          | 113                | 1º             |
| Peñarol           | Leonardo Ramos        | Campeón del Siglo      | 40.005    | 112          | 89                 | 14º            |
| Plaza Colonia     | Edgardo Arias         | Alberto Suppici        | 15.000    | 8            | 3                  | 15º            |
| Racing            | Pablo Peirano         | Parque Roberto         | 8.500     | 51           | 10                 | 8º             |
| Rampla Juniors    | "Ronco" López         | Estadio Olímpico       | 6.000     | 69           | 2                  | 13º            |
| River Plate       | Pablo Tiscornia       | Parque Saroldi         | 5.165     | 69           | 14                 | 10º            |
| Sud América       | Gustavo Bueno         | Parque Palermo         | 6.500     | 51           | 5                  | 12º            |
| Wanderers         | Jorge Giordano        | Parque Viera           | 10.000    | 101          | 18                 | 2º             |

### Equipos por departamento
Lugar de origen de cada club, donde se encuentra su sede. Son 14 equipos de la capital del país, mientras que otros 2 corresponden a Canelones y Colonia.
| Departamento | N.º | Equipos |
| ------------ | --- | --- |
| Montevideo   | 14  | Boston River, Cerro, Danubio, Defensor Sporting, El Tanque Sisley, Fénix, Liverpool, Nacional, Peñarol, Racing, Rampla Juniors, River Plate, Sud América y Wanderers |
| Canelones    | 1   | Juventud |
| Colonia      | 1   | Plaza Colonia |

Ubicación de los estadios en que ofician de local los equipos
| Escala nacional                                                       | Escala montevideana                                                                                              | Escala montevideana |
| --------------------------------------------------------------------- | --- | --- |
| Juventud Plaza Colonia Boston River El Tanque Montevideo (12 equipos) | Cerro Rampla Liverpool Defensor Sporting Nacional Peñarol Racing Wanderers River Plate Sud América Fénix Danubio | - Plaza Colonia oficia de local en el estadio Alberto Suppici de la ciudad de Colonia del Sacramento. - Boston River oficia de local en el estadio Juan Antonio Lavalleja de la ciudad de Trinidad. - El Tanque Sisley oficia de local en el estadio Campeones Olímpicos de la ciudad de Florida. - Los círculos en color azul señalan en el plano nacional a los equipos que no son originalmente locatarios en esa ciudad; en el plano montevideano, señala a los equipos a los que no les pertenece el estadio que están usufructuando como locatarios. |

## Clasificación

### Tabla de posiciones
|                                              | Pos. | Equipos           | PJ | PG | PE | PP | GF | GC | Dif. | Puntos |
| -------------------------------------------- | ---- | ----------------- | -- | -- | -- | -- | -- | -- | ---- | ------ |
|                                              | 1.   | Peñarol (C)       | 15 | 14 | 0  | 1  | 39 | 7  | +32  | 42     |
|                                              | 2.   | Defensor Sporting | 15 | 10 | 3  | 2  | 27 | 17 | +10  | 33     |
|                                              | 3.   | Nacional          | 15 | 9  | 2  | 4  | 29 | 15 | +14  | 29     |
|                                              | 4.   | River Plate       | 15 | 6  | 6  | 3  | 23 | 16 | +7   | 24     |
|                                              | 5.   | Sud América       | 15 | 6  | 4  | 5  | 26 | 24 | +2   | 22     |
|                                              | 6.   | Danubio           | 15 | 5  | 5  | 5  | 18 | 24 | -6   | 20     |
|                                              | 7.   | Cerro             | 15 | 6  | 2  | 7  | 17 | 24 | -7   | 20     |
|                                              | 8.   | Boston River      | 15 | 5  | 4  | 6  | 13 | 15 | -2   | 19     |
|                                              | 9.   | Rampla Juniors    | 15 | 4  | 6  | 5  | 15 | 19 | -4   | 18     |
|                                              | 10.  | Fénix             | 15 | 4  | 5  | 6  | 17 | 17 | 0    | 17     |
|                                              | 11.  | Liverpool         | 15 | 5  | 2  | 8  | 23 | 25 | -2   | 17     |
|                                              | 12.  | Racing            | 15 | 4  | 5  | 6  | 18 | 22 | -4   | 17     |
|                                              | 13.  | Wanderers         | 15 | 4  | 4  | 7  | 21 | 26 | -5   | 16     |
|                                              | 14.  | El Tanque Sisley  | 15 | 3  | 7  | 5  | 15 | 22 | -7   | 16     |
|                                              | 15.  | Juventud          | 15 | 3  | 2  | 10 | 14 | 28 | -14  | 11     |
|                                              | 16.  | Plaza Colonia     | 15 | 2  | 3  | 10 | 12 | 26 | -14  | 9      |
| Última actualización: 3 de diciembre de 2017 |      |                   |    |    |    |    |    |    |      |        |

|  | En zona de campeón del Torneo Clausura y clasificación a semifinal de la definición del Campeonato Uruguayo. |

### Evolución de la clasificación
| Jornada / Equipo  | 1  | 2  | 3  | 4  | 5  | 6  | 7  | 8  | 9  | 10 | 11 | 12 | 13 | 14 | 15 |
| Jornada / Equipo  |    |    |    |    |    |    |    |    |    |    |    |    |    |    |    |
| ----------------- | -- | -- | -- | -- | -- | -- | -- | -- | -- | -- | -- | -- | -- | -- | -- |
| Boston River      | 3  | 4  | 8  | 10 | 6  | 4  | 3  | 3  | 5  | 5  | 7  | 8  | 10 | 6  | 8  |
| Cerro             | 7  | 10 | 11 | 8  | 10 | 8  | 9  | 10 | 7  | 6  | 8  | 9  | 8  | 10 | 7  |
| Danubio           | 5  | 6  | 4  | 4  | 5  | 5  | 5  | 4  | 4  | 4  | 6  | 7  | 6  | 9  | 6  |
| Defensor Sporting | 8  | 3  | 2  | 2  | 2  | 2  | 2  | 2  | 2  | 2  | 2  | 2  | 2  | 2  | 2  |
| El Tanque Sisley  | 15 | 9  | 5  | 9  | 11 | 11 | 7  | 7  | 8  | 10 | 10 | 10 | 11 | 11 | 14 |
| Fénix             | 10 | 8  | 10 | 6  | 7  | 9  | 10 | 11 | 12 | 12 | 11 | 12 | 12 | 12 | 10 |
| Juventud          | 13 | 16 | 16 | 16 | 16 | 16 | 15 | 16 | 16 | 16 | 16 | 15 | 14 | 15 | 15 |
| Liverpool         | 16 | 15 | 15 | 12 | 9  | 10 | 11 | 14 | 10 | 11 | 12 | 13 | 13 | 13 | 11 |
| Nacional          | 4  | 5  | 3  | 5  | 8  | 6  | 6  | 5  | 3  | 3  | 3  | 3  | 3  | 3  | 3  |
| Peñarol           | 1  | 1  | 1  | 1  | 1  | 1  | 1  | 1  | 1  | 1  | 1  | 1  | 1  | 1  | 1  |
| Plaza Colonia     | 14 | 11 | 12 | 13 | 13 | 15 | 16 | 15 | 13 | 13 | 14 | 16 | 16 | 16 | 16 |
| Racing            | 11 | 14 | 14 | 14 | 14 | 13 | 13 | 12 | 15 | 15 | 13 | 11 | 9  | 8  | 12 |
| Rampla Juniors    | 9  | 12 | 7  | 7  | 3  | 7  | 8  | 8  | 9  | 7  | 4  | 5  | 7  | 7  | 9  |
| River Plate       | 2  | 2  | 6  | 3  | 4  | 3  | 4  | 6  | 6  | 8  | 5  | 4  | 4  | 4  | 4  |
| Sud América       | 6  | 7  | 9  | 11 | 12 | 12 | 12 | 9  | 11 | 9  | 9  | 6  | 5  | 5  | 5  |
| Wanderers         | 12 | 13 | 13 | 15 | 15 | 14 | 14 | 13 | 14 | 14 | 15 | 14 | 15 | 14 | 13 |

### Fixture
| Fénix            | 2:3 | Sud América       | Parque Capurro      | 19 de agosto | 15:30 |
| Racing           | 0:1 | Cerro             | Parque Roberto      | 19 de agosto | 15:30 |
| Nacional         | 3:0 | Juventud          | Gran Parque Central | 19 de agosto | 15:30 |
| Boston River     | 3:0 | Plaza Colonia     | Nasazzi             | 19 de agosto | 15:30 |
| El Tanque Sisley | 0:4 | Peñarol           | Centenario          | 20 de agosto | 15:30 |
| Liverpool        | 0:4 | River Plate       | Belvedere           | 20 de agosto | 15:30 |
| Wanderers        | 1:3 | Danubio           | Parque Viera        | 20 de agosto | 15:30 |
| Rampla Juniors   | 2:2 | Defensor Sporting | Olímpico            | 20 de agosto | 15:30 |

| Cerro         | 0:3 | Defensor Sporting | Luis Tróccoli          | 26 de agosto | 15:30 |
| Juventud      | 0:2 | Fénix             | Parque Artigas         | 26 de agosto | 15:30 |
| River Plate   | 1:1 | Boston River      | Parque Saroldi         | 26 de agosto | 15:30 |
| Peñarol       | 2:1 | Liverpool         | Campeón del Siglo      | 26 de agosto | 18:30 |
| Racing        | 0:2 | El Tanque Sisley  | Parque Roberto         | 27 de agosto | 15:30 |
| Plaza Colonia | 1:0 | Wanderers         | Alberto Suppici        | 27 de agosto | 15:30 |
| Danubio       | 1:1 | Nacional          | Jardines del Hipódromo | 27 de agosto | 15:30 |
| Sud América   | 1:1 | Rampla Juniors    | Parque Palermo         | 27 de agosto | 15:30 |

| Wanderers         | 2:2 | River Plate   | Parque Viera        | 2 de septiembre | 16:00 |
| Fénix             | 0:1 | Danubio       | Parque Capurro      | 2 de septiembre | 16:00 |
| Rampla Juniors    | 2:1 | Juventud      | Olímpico            | 2 de septiembre | 16:00 |
| Nacional          | 1:0 | Plaza Colonia | Gran Parque Central | 2 de septiembre | 19:00 |
| El Tanque Sisley  | 2:1 | Cerro         | Campeones Olímpicos | 3 de septiembre | 16:00 |
| Liverpool         | 1:1 | Racing        | Belvedere           | 3 de septiembre | 16:00 |
| Defensor Sporting | 3:2 | Sud América   | Luis Franzini       | 3 de septiembre | 16:00 |
| Boston River      | 0:1 | Peñarol       | Centenario          | 3 de septiembre | 19:00 |

| Juventud         | 0:1 | Defensor Sporting | Parque Artigas         | 9 de septiembre  | 16:00 |
| Danubio          | 1:1 | Rampla Juniors    | Jardines del Hipódromo | 9 de septiembre  | 16:00 |
| Peñarol          | 2:0 | Wanderers         | Campeón del Siglo      | 9 de septiembre  | 19:00 |
| Cerro            | 2:1 | Sud América       | Luis Tróccoli          | 12 de septiembre | 16:00 |
| Plaza Colonia    | 1:3 | Fénix             | Alberto Suppici        | 12 de septiembre | 16:00 |
| River Plate      | 2:1 | Nacional          | Parque Saroldi         | 12 de septiembre | 16:00 |
| Racing           | 1:1 | Boston River      | Parque Roberto         | 12 de septiembre | 16:00 |
| El Tanque Sisley | 0:3 | Liverpool         | Campeones Olímpicos    | 12 de septiembre | 16:00 |

| Liverpool         | 1:0 | Cerro            | Belvedere      | 16 de septiembre | 16:00 |
| Wanderers         | 1:1 | Racing           | Parque Viera   | 16 de septiembre | 16:00 |
| Fénix             | 0:0 | River Plate      | Parque Capurro | 16 de septiembre | 16:00 |
| Rampla Juniors    | 2:0 | Plaza Colonia    | Olímpico       | 16 de septiembre | 16:00 |
| Defensor Sporting | 1:0 | Danubio          | Luis Franzini  | 16 de septiembre | 16:00 |
| Nacional          | 0:2 | Peñarol          | Centenario     | 17 de septiembre | 16:00 |
| Boston River      | 1:0 | El Tanque Sisley | Nasazzi        | 18 de septiembre | 16:00 |
| Sud América       | 1:1 | Juventud         | Parque Palermo | 18 de septiembre | 16:00 |

| River Plate      | 3:1 | Rampla Juniors    | Parque Saroldi         | 23 de septiembre | 16:00 |
| Liverpool        | 1:2 | Boston River      | Belvedere              | 23 de septiembre | 16:00 |
| Racing           | 0:1 | Nacional          | Atilio Paiva Olivera   | 23 de septiembre | 20:00 |
| Peñarol          | 3:0 | Fénix             | Campeón del Siglo      | 7 de octubre     | 18:00 |
| Cerro            | 3:2 | Juventud          | Luis Tróccoli          | 8 de octubre     | 16:00 |
| Danubio          | 1:0 | Sud América       | Jardines del Hipódromo | 8 de octubre     | 16:00 |
| Plaza Colonia    | 1:2 | Defensor Sporting | Alberto Suppici        | 8 de octubre     | 16:00 |
| El Tanque Sisley | 1:1 | Wanderers         | Campeones Olímpicos    | 8 de octubre     | 16:00 |

| Defensor Sporting | 2:1 | River Plate      | Luis Franzini       | 14 de octubre | 15:30 |
| Fénix             | 1:2 | Racing           | Parque Capurro      | 14 de octubre | 16:30 |
| Rampla Juniors    | 1:4 | Peñarol          | Centenario          | 14 de octubre | 18:00 |
| Sud América       | 2:2 | Plaza Colonia    | Parque Capurro      | 15 de octubre | 16:30 |
| Boston River      | 1:0 | Cerro            | Nasazzi             | 15 de octubre | 16:30 |
| Wanderers         | 2:1 | Liverpool        | Parque Viera        | 15 de octubre | 16:30 |
| Nacional          | 1:2 | El Tanque Sisley | Gran Parque Central | 15 de octubre | 16:30 |
| Juventud          | 2:1 | Danubio          | Parque Artigas      | 15 de octubre | 16:30 |

| Plaza Colonia    | 1:0 | Juventud          | Alberto Suppici     | 4 de noviembre | 16:30 |
| River Plate      | 1:2 | Sud América       | Parque Saroldi      | 4 de noviembre | 16:30 |
| Liverpool        | 1:4 | Nacional          | Belvedere           | 4 de noviembre | 16:30 |
| Racing           | 0:0 | Rampla Juniors    | Parque Artigas      | 4 de noviembre | 16:30 |
| Boston River     | 1:1 | Wanderers         | Nasazzi             | 5 de noviembre | 16:00 |
| Cerro            | 1:2 | Danubio           | Luis Tróccoli       | 5 de noviembre | 16:30 |
| El Tanque Sisley | 1:1 | Fénix             | Campeones Olímpicos | 5 de noviembre | 16:30 |
| Peñarol          | 3:1 | Defensor Sporting | Campeón del Siglo   | 5 de noviembre | 19:00 |

| Wanderers         | 2:3 | Cerro            | Parque Viera           | 8 de noviembre | 17:00 |
| Juventud          | 1:0 | River Plate      | Parque Artigas         | 8 de noviembre | 17:00 |
| Danubio           | 2:2 | Plaza Colonia    | Jardines del Hipódromo | 8 de noviembre | 17:00 |
| Defensor Sporting | 4:2 | Racing           | Luis Franzini          | 8 de noviembre | 17:00 |
| Sud América       | 2:3 | Peñarol          | Centenario             | 8 de noviembre | 20:00 |
| Rampla Juniors    | 1:1 | El Tanque Sisley | Olímpico               | 9 de noviembre | 17:00 |
| Fénix             | 0:2 | Liverpool        | Parque Capurro         | 9 de noviembre | 17:00 |
| Nacional          | 5:0 | Boston River     | Centenario             | 9 de noviembre | 20:00 |

| River Plate      | 1:1 | Danubio           | Parque Saroldi      | 11 de noviembre | 17:00 |
| Cerro            | 1:0 | Plaza Colonia     | Luis Tróccoli       | 11 de noviembre | 17:00 |
| Racing           | 2:3 | Sud América       | Parque Artigas      | 11 de noviembre | 17:00 |
| Peñarol          | 1:0 | Juventud          | Campeón del Siglo   | 11 de noviembre | 18:00 |
| Liverpool        | 1:2 | Rampla Juniors    | Belvedere           | 12 de noviembre | 17:00 |
| Wanderers        | 2:3 | Nacional          | Parque Viera        | 12 de noviembre | 17:00 |
| Boston River     | 0:0 | Fénix             | Nasazzi             | 12 de noviembre | 17:00 |
| El Tanque Sisley | 0:2 | Defensor Sporting | Campeones Olímpicos | 12 de noviembre | 19:30 |

| Sud América       | 1:1 | El Tanque Sisley | Parque Viera           | 15 de noviembre | 17:00 |
| Fénix             | 4:1 | Wanderers        | Parque Capurro         | 15 de noviembre | 17:00 |
| Juventud          | 0:2 | Racing           | Parque Artigas         | 15 de noviembre | 17:00 |
| Plaza Colonia     | 2:3 | River Plate      | Alberto Suppici        | 15 de noviembre | 19:00 |
| Nacional          | 3:1 | Cerro            | Centenario             | 15 de noviembre | 20:00 |
| Danubio           | 0:2 | Peñarol          | Jardines del Hipódromo | 16 de noviembre | 17:00 |
| Rampla Juniors    | 1:0 | Boston River     | Olímpico               | 16 de noviembre | 17:00 |
| Defensor Sporting | 2:2 | Liverpool        | Luis Franzini          | 16 de noviembre | 19:30 |

| El Tanque Sisley | 2:2 | Juventud       | Campeones Olímpicos     | 18 de noviembre | 17:00 |
| Cerro            | 2:2 | River Plate    | Luis Tróccoli           | 18 de noviembre | 17:00 |
| Nacional         | 1:0 | Fénix          | Domingo Burgueño Miguel | 18 de noviembre | 20:00 |
| Liverpool        | 2:4 | Sud América    | Belvedere               | 19 de noviembre | 17:00 |
| Wanderers        | 1:0 | Rampla Juniors | Parque Viera            | 19 de noviembre | 17:00 |
| Racing           | 5:2 | Danubio        | Parque Roberto          | 19 de noviembre | 17:00 |
| Peñarol          | 3:0 | Plaza Colonia  | Campeón del Siglo       | 19 de noviembre | 19:00 |

| River Plate       | 2:1 | Peñarol          | Parque Saroldi         | 22 de noviembre | 17:00 |
| Juventud          | 2:1 | Liverpool        | Parque Artigas         | 22 de noviembre | 17:00 |
| Sud América       | 1:0 | Boston River     | Parque Viera           | 22 de noviembre | 17:00 |
| Fénix             | 1:1 | Cerro            | Parque Capurro         | 22 de noviembre | 17:00 |
| Rampla Juniors    | 0:2 | Nacional         | Olímpico               | 23 de noviembre | 17:00 |
| Danubio           | 2:2 | El Tanque Sisley | Jardines del Hipódromo | 23 de noviembre | 17:00 |
| Plaza Colonia     | 1:2 | Racing           | Alberto Suppici        | 23 de noviembre | 19:00 |
| Defensor Sporting | 2:1 | Wanderers        | Luis Franzini          | 23 de noviembre | 19:30 |

| Cerro            | 0:4 | Peñarol (C)       | Luis Tróccoli       | 25 de noviembre | 17:00 |
| Boston River     | 3:1 | Juventud          | Nasazzi             | 25 de noviembre | 17:00 |
| Wanderers        | 1:0 | Sud América       | Parque Viera        | 26 de noviembre | 17:00 |
| Racing           | 0:0 | River Plate       | Parque Roberto      | 26 de noviembre | 17:00 |
| Nacional         | 1:1 | Defensor Sporting | Gran Parque Central | 26 de noviembre | 17:00 |
| Liverpool        | 5:0 | Danubio           | Belvedere           | 26 de noviembre | 17:00 |
| Fénix            | 1:1 | Rampla Juniors    | Parque Capurro      | 26 de noviembre | 17:00 |
| El Tanque Sisley | 1:1 | Plaza Colonia     | Campeones Olímpicos | 26 de noviembre | 19:30 |

| Plaza Colonia     | 0:1 | Liverpool        | Alberto Suppici        | 1 de diciembre | 19:00 |
| Rampla Juniors    | 0:1 | Cerro            | Estadio Olímpico       | 2 de diciembre | 10:15 |
| River Plate       | 1:0 | El Tanque Sisley | Parque Saroldi         | 3 de diciembre | 17:00 |
| Peñarol           | 4:0 | Racing           | Campeón del Siglo      | 3 de diciembre | 17:00 |
| Danubio           | 1:0 | Boston River     | Jardines del Hipódromo | 3 de diciembre | 17:00 |
| Juventud          | 2:5 | Wanderers        | Parque Artigas         | 3 de diciembre | 17:00 |
| Defensor Sporting | 0:2 | Fénix            | Luis Franzini          | 3 de diciembre | 17:00 |
| Sud América       | 3:2 | Nacional         | Belvedere              | 3 de diciembre | 17:00 |

### Goleadores
| Jugador                                | Equipo        | Goles |
| -------------------------------------- | ------------- | ----- |
| Cristian Palacios                      | Peñarol       | 10    |
| Maureen Franco                         | Cerro         | 10    |
| Rubén Bentancourt                      | Sud América   | 9     |
| Cristian Rodríguez                     | Peñarol       | 9     |
| Renzo López                            | Plaza Colonia | 8     |
| Sebastián Fernández                    | Nacional      | 8     |
| David Terans                           | Danubio       | 8     |
| Gonzalo Malán                          | Juventud      | 7     |
| Actualizado al 4 de diciembre de 2017. |               |       |